# Jens Wawrczeck

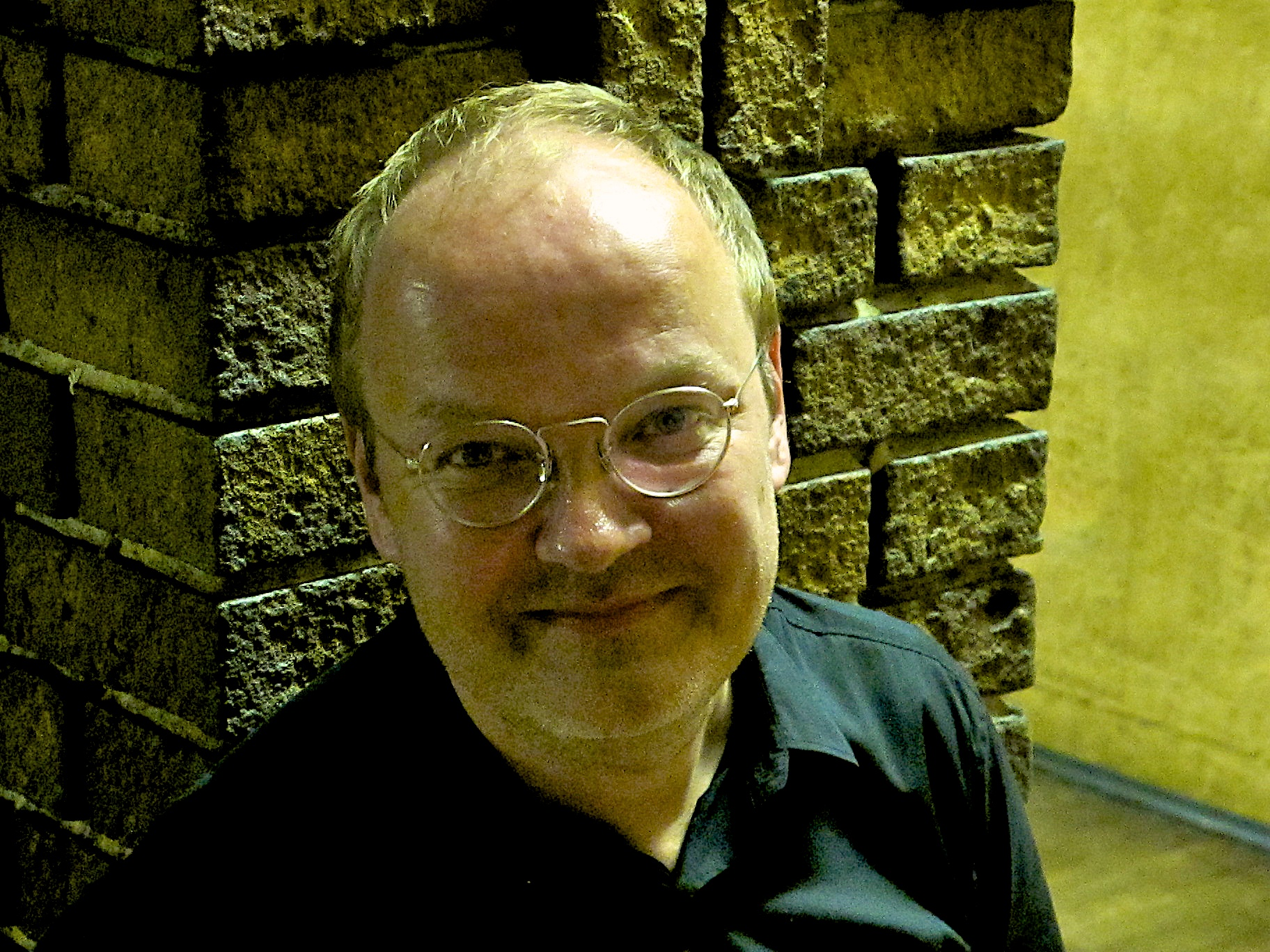
Jens Wawrczeck im August 2011

Jens Andreas Wawrczeck (* 12. Juli 1963 in Nykøbing Mors, Dänemark) ist ein deutscher Schauspieler, Sänger, Synchronsprecher, Hörspielsprecher, Hörbuchinterpret sowie Autor. Darüber hinaus ist er als Synchronregisseur und Dialogbuchautor tätig. Seine Stimme ist vor allem durch die EUROPA-Hörspielserie Die drei ??? bekannt, in der er seit 1979 die Rolle des zweiten Detektivs Peter Shaw spricht.

## Leben und Wirken (Auswahl)
Wawrczeck absolvierte seine professionelle Schauspielausbildung in Hamburg, Wien und in New York City.

### Theater
Im Alter von dreizehn Jahren debütierte Wawrczeck 1976 unter der Regie von Volker von Collande in Graham Greenes Der verbindliche Liebhaber an den Hamburger Kammerspielen. Nach seinem Abitur am Bismarck-Gymnasium in Hamburg absolvierte er von 1986 bis 1989 eine Schauspielausbildung am Hamburgischen Schauspielstudio Hildburg Frese sowie am Max-Reinhardt-Seminar in Wien. Während eines dreieinhalbjährigen Aufenthalts in den USA lernte er zudem am Lee Strasberg Theatre Institute und am Eileen Akins Actor’s Conservatory in New York. Es folgten unter anderem Engagements am dortigen Kaufman Theatre, am Ernst Deutsch Theater in Hamburg, am Theater am Kurfürstendamm in Berlin und in der Komödie Winterhuder Fährhaus in Hamburg, darunter in Sternheims Die Hose, Brechts Die Dreigroschenoper, Shakespeares Was ihr wollt, Lessings Nathan der Weise und Kesselrings Arsen und Spitzenhäubchen. Für seine Darstellung des Edgar in König Lear wurde er im Rahmen der Bad Hersfelder Festspiele 1995 mit dem Hersfeld-Preis der Kritiker und Zuschauer ausgezeichnet. Wawrczeck, der in New York einen weiteren Wohnsitz unterhält, leitet dort Workshops für europäische Theaterstücke. Er gehört neben Olaf Kreutzenbeck, Herbert Trattnigg und Anja Topf zu den Mitgliedern des Theaterensembles Die Filmausleser, das erfolgreich verfilmte, jedoch in Vergessenheit geratene, vernachlässigte oder im deutschsprachigen Raum unveröffentlichte Theaterstücke in szenischen Lesungen darstellt.

### Hörspiele

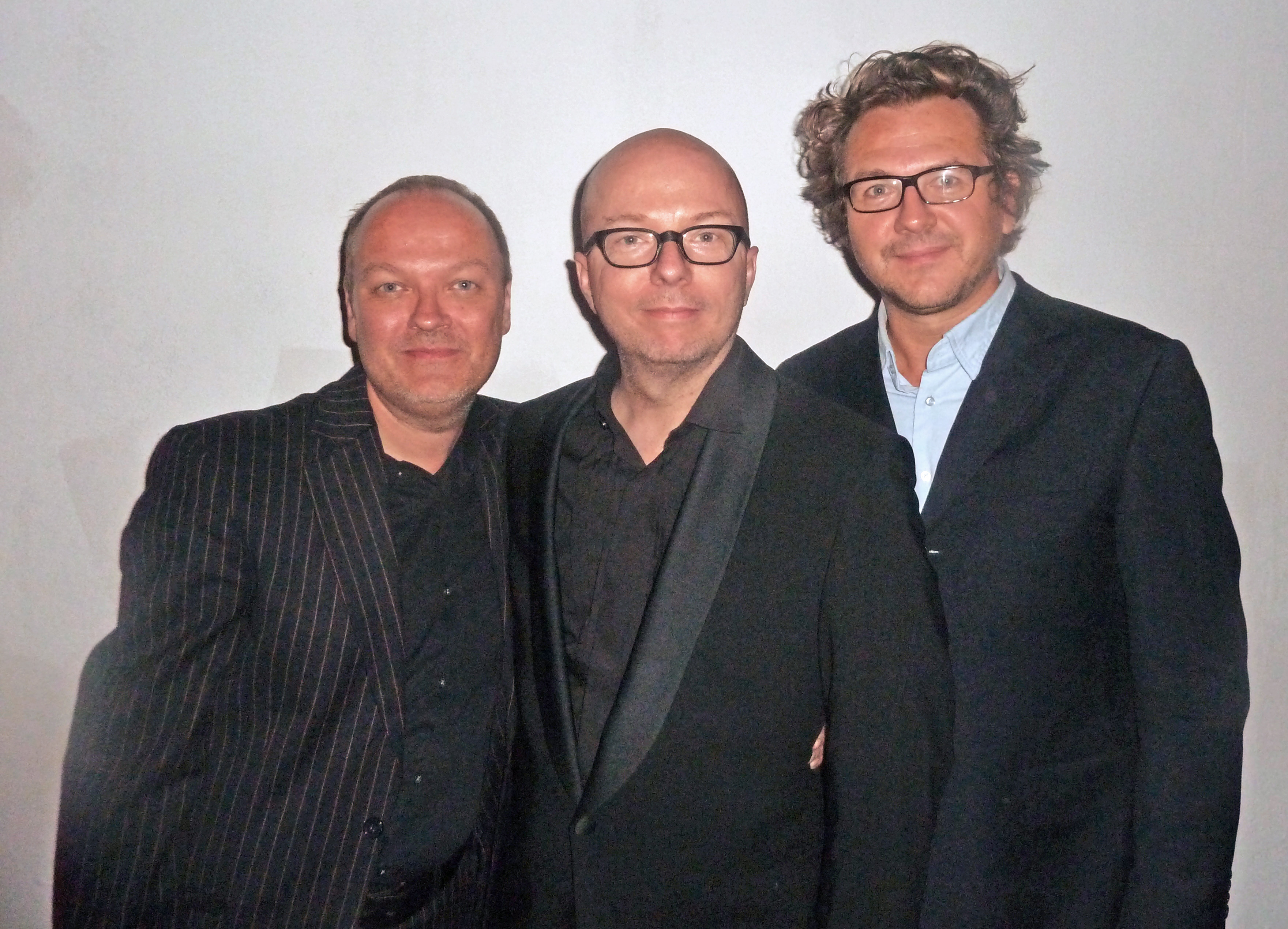
Von links nach rechts: Jens Wawrczeck, Oliver Rohrbeck und Andreas Fröhlich im Oktober 2011

Im Alter von elf Jahren bewarb sich Jens Wawrczeck erfolgreich beim Norddeutschen Rundfunk als Sprecher für den Schulfunk. Mit einer Kindergruppe des NDR-Schulfunks nahm er 1976 auch in der von Frank Elstner moderierten Schnellratesendung Die Montagsmaler teil und trat mit seiner Gruppe gegen ein Team von Kinder-Synchronsprechern des Films Karlsson auf dem Dach an, zu der auch sein späterer Drei ???-Kollege Oliver Rohrbeck gehörte.
Zu seinen ersten Arbeiten im Hörspielsektor gehörten die Rolle des Karl Krümel Löwe in Die Brüder Löwenherz nach Astrid Lindgren und die Rolle des Konrad in Konrad oder das Kind aus der Konservenbüchse nach Christine Nöstlinger bei Radio Bremen (1976). Im weiteren Verlauf wurde Wawrczeck in zahlreichen Hörspielproduktionen eingesetzt, darunter in Fünf Freunde, TKKG und Arborex und der Geheimbund KIM.
Im Jahr 1978 erhielt Wawrczeck neben Oliver Rohrbeck als Justus Jonas und Andreas Fröhlich als Bob Andrews ein Engagement für die EUROPA-Hörspielreihe Die drei ???. Seitdem ist er in allen bislang erschienenen Folgen des zum Kult avancierten Hörspielklassikers als zweiter Detektiv Peter Shaw zu hören, während des Rechtsstreits als Peter Crenshaw in DiE DR3i. Unter dem Programmtitel Master of Chess bestritt Wawrczeck mit seinen Kollegen in den Jahren 2002 und 2003 eine bundesweite Tournee, im Rahmen derer eine Hörspielfolge live inszeniert wurde. Im Oktober 2004 schloss sich anlässlich des 25-jährigen Bestehens der Serie mit der ersten Folge Der Superpapagei ein Auftritt in der ausverkauften Color Line Arena in Hamburg an. Eine neue Bühnenfassung mit dem Titel Die Drei Fragezeichen und Der seltsame Wecker – Live and Ticking führte das Trio im Herbst 2009, dreißig Jahre nach Erscheinen der Debütfolge, erneut an diverse Spielstätten in Deutschland. Das Publikum ehrte das Ensemble mit stehenden Ovationen. Im August 2010 überboten sie in der Berliner Waldbühne mit mehr als 15.000 Zuschauern den eigenen Weltrekord als größtes Live-Hörspiel.
In Anlehnung an ihre im Rahmen der Tournee gezeigte Duettparodie veröffentlichten Wawrczeck und Fröhlich im Anschluss eine Coverversion des 1973 erschienenen Schlagers Worte, nur Worte von Dalida und Friedrich Schütter.
Mit weiteren Produktionen, in denen es zu einer Zusammenarbeit zwischen Fröhlich, Rohrbeck und Wawrczeck kam, darunter den von Lauscherlounge Records publizierten Lesungen Drei Geschichten, Drei Erzählungen und Drei Märchen, war er in den Jahren 2006 und 2008 ebenfalls live auf deutschen Bühnen zu sehen. Weitere gemeinsame Werke des Trios sind Die Kurzhosengang und Die Rückkehr der Kurzhosengang von Victor Caspak und Yves Lanois sowie Die Katze sucht sich einen Freund von Meshack Asare. Im vierten Teil der Jugendhörspiel-Parodie Die Ferienbande, Die Ferienbande und das bumsfidele Geisterschiff, übernahm Wawrczeck eine Gastrolle.
Er wirkte in vielen Stücken der Hörspielregisseurin Irene Schuck mit.
Seit 2012 gehört Jens Wawrczeck zum Ensemble des Hörspiellabels Titania Medien. Hier war er in der Reihe Gruselkabinett sowohl als Ichabod Crane im Hörspiel Die Legende von Sleepy Hollow (Folge 68) als auch als John Clinton in Das unheimliche Turmzimmer (Folge 178) zu hören. Außerdem übernahm er die Rollen der Vogelscheuche in Der Zauberer von Oz (Titania Special, Folge 9) und des tapferen Schneiderleins in Grimms Märchen 11.
Im Radio-Tatort wirkte er bislang in den Episoden As Tears go by, Ehrbare Töchter, Blutoper, Fördewinde und Das letzte Bier war schlecht mit. Zu einer Auswahl weiterer Arbeiten als Hörspielsprecher gehören Baudolino nach Umberto Eco, Der Malteser Falke nach Dashiell Hammett, Schnee nach Orhan Pamuk, Frankenstein nach Mary Shelley, Kaltblütig nach Truman Capote und Kuckuck, Krake, Kakerlake nach Bibi Dumon Tak. Die Gemeinschaftsproduktion wurde unter anderem mit dem Deutschen Hörbuchpreis 2011, dem Preis der deutschen Schallplattenkritik 2011 sowie als Kinderhörbuch des Jahres 2010 der Hörbuchbestenliste ausgezeichnet.
Als Mitwirkender der Drei ??? wurde Wawrczeck zudem mit zahlreichen weiteren Preisen geehrt, darunter mehr als einhundert Gold- und Platinschallplatten für über 35 Millionen verkaufte Tonträger seit 1979.
- 1990: Mishima Yukio: Yokohama (Junge) – Regie: Hans Rosenhauer (Hörspielbearbeitung – NDR)
- 2001: Kai Grehn: Der Prozess Talaat Pascha – Regie: Leonard Koppelmann (Hörspiel – SWR)
- 2001: Elwyn Brooks White: Wilbur und Charlotte – Regie: Andrea Otte (Kinderhörspiel – SWR)
- 2005: Edmond Jabès: Das Buch der Fragen – Bearbeitung und Regie: Kai Grehn (Hörspiel – NDR)
- 2006: Rafik Schami: Die dunkle Seite der Liebe (4 Teile) – Regie: Claudia Johanna Leist (Hörspiel – WDR)
- 2007: Bill Fitzhugh: Der Kammerjäger – Regie: Irene Schuck (Hörspiel – DKultur)
- 2008: Robert Walser: Jakob von Gunten – Bearbeitung und Regie: Kai Grehn (Hörspiel – NDR)
- 2009: Wolfgang Zander: Das schwarze Haus – Regie: Beatrix Ackers (Kinderhörspiel – DKultur)
- 2010: Beate Dölling: Der Hundekönig von Kreuzberg – Regie: Klaus-Michael Klingsporn (Kinderhörspiel – DKultur)
- 2011: Hans Pleschinski: Ludwigshöhe (2 Teile) – Bearbeitung und Regie: Irene Schuck (Hörspiel – NDR/DKultur)
- 2012: Emily Brontë: Sturmhöhe – Bearbeitung und Regie: Kai Grehn (Hörspiel (2 Teile) – NDR/SWR) Der Höverlag, ISBN 978-3-86717-931-7
- 2013: E. M. Cioran: Vom Nachteil, geboren zu sein – Regie: Kai Grehn (Hörstück – SWR)
- 2013: Marcel Beyer: Flughunde – Bearbeitung und Regie: Iris Drögekamp (Hörspiel – SWR)
- 2015: Philip Pullman: Der goldene Kompass (His Dark Materials, Hörspiel, als Pantalaimon), NDR Info / Silberfisch, ISBN 978-3-86742-199-7
- 2016: Antoine de Saint-Exupéry: Der kleine Prinz – Übersetzung, Bearbeitung und Regie: Kai Grehn (Hörspiel – WDR) Hörbuch Hamburg/Silberfisch, ISBN 978-3-86742-309-0
- 2017: Megumi Iwasa: Viele Grüße, Deine Giraffe – Bearbeitung und Regie: Dirk Kauffels (Hörspiel) Sauerländer audio, ISBN 978-3-8398-4900-2
- 2018: Megumi Iwasa: Viele Grüße vom Kap der Wale – Bearbeitung und Regie: Dirk Kauffels (Hörspiel) Sauerländer audio, ISBN 978-3-8398-4921-7
- 2019: Das letzte Bier war schlecht (Hörspiel – RB)
- 2022: Patrick Findeis: Valerie. A beautiful fuck-up – Regie: Kai Grehn (Hörspiel  – SWR)
- 2023: Kai Grehn: Die Causa Jeanne d’Arc – Regie: Kai Grehn (Hörspiel  – SWR/RBB)

### Hörbücher (Auswahl)
Seit Mitte der 2000er Jahre ist Wawrczeck verstärkt als Hörbuchinterpret für Produktionen jeder Altersgruppe tätig, so etwa für der Hörverlag, Argon Verlag, Lübbe Audio, Hörbuch Hamburg, Audible sowie die Verlagsgruppe Oetinger. Die Liste der von ihm eingelesenen Hörbücher ist ebenfalls lang und reicht von Kinderbuchklassikern über die Scheibenwelt-Romane von Terry Pratchett bis hin zu den Tagebüchern Lion Feuchtwangers.
- 2003: Darren Shan: Darren Shan und die Freunde der Nacht (der hörverlag)
- 2008: Michael Gerard Bauer: Nennt mich nicht Ismael (Hörcompany – hr2-Hörbuchbestenliste)
- 2009: Watt Key: Alabama Moon (Oetinger Audio – hr2-Hörbuchbestenliste)
- 2009: Aravind Adiga: Der weiße Tiger (SWR / DAV)
- 2009: Neil Gaiman: Das Graveyard Buch (der hörverlag – Ausgezeichnet mit dem OHRKANUS, hr2-Hörbuchbestenliste)
- 2010: Ursula Poznanski: Erebos (der hörverlag)
- 2011: Umberto Eco: Der Friedhof von Prag (der hörverlag)
- 2011: Juma Kliebenstein: Der Tag, an dem ich cool wurde (Oetinger Audio – Hörbuch des Jahres St. Michaelsbund)
- 2012: Terry Pratchett: Steife Prise (der hörverlag)
- 2012: Sabine Ludwig: Die fabelhafte Miss Braithwhistle (Oetinger Audio)
- 2014: Eric Knight: Lassie kehrt zurück (audoba / headroom – Deutscher Kinderhörbuchpreis Beo)
- 2014: Matt Ruff: Ich und die anderen (der hörverlag)
- 2015: Astrid Lindgren: Die Brüder Löwenherz (Oetinger Audio)
- 2016: Marcin Szczygielski: Hinter der blauen Tür (Sauerländer Audio – Grandios Siegel Magazin Bücher, CD des Monats St. Michaelsbund)
- 2017: Jakob Wegelius: Esperanza (Argon Verlag, Sauerländer Audio – hr2-Hörbuchbestenliste)
- 2017: James Matthew Barrie: Peter Pan (Oetinger Audio)
- 2018: Lion Feuchtwanger: Ein möglichst intensives Leben (DAV – hr2-Hörbuchbestenliste)
- 2019: Mark Twain: Ein Yankee aus Connecticut an König Artus’ Hof (Audiolino)
- 2019: Robert Arthur Jr.: Die drei ??? und das Gespensterschloß (Sony Music Entertainment Germany & BookBeat)
- 2020: Juma Kliebenstein: Endlich richtig cool! (Oetinger Audio – ISBN 978-3-8373-1170-9)
- 2021: Ulf Starke: Die Ausreißer (Audiolino – hr2-Hörbuchbestenliste)
- 2021: Michael Gerard Bauer: Dinge, die so nicht bleiben können (Hörcompany – Ausgezeichnet als Kinder- und Jugendbuch des Jahres 2021 von der Jury der hr2-Hörbuchbestenliste)
- 2021: Ursula Poznanski: Shelter (der hörverlag – hr2-Hörbuchbestenliste, Auszeichnung als bester Sprecher von der Deutschen Akademie für Kinder- und Jugendliteratur[21])
- 2021: Irene Dische: Die militante Madonna (Saga Egmont)
- 2021: Charlotte Lyne / Michael Ende: Jim Knopf und Lukas auf großer Reise (Hörbuch Hamburg – ISBN 978-3-7456-0328-6)
- 2022: Otfried Preußler: Das kleine Gespenst (Hörbuch Hamburg – ISBN 978-3-7456-0198-5)
- 2023: Jens Wawrczeck: How to Hitchcock: Meine Reise durch das Hitchcock-Universum (Audible, Autorenlesung – ISBN 978-3-423-35217-8)
- 2024: Ursula Poznanski: Scandor, der Hörverlag, ISBN 978-3-8445-5238-6
- 2025: Martin Widmark: Das Kostümgeheimnis, Lübbe Audio, ISBN 978-3-7540-1964-1 (Detektivbüro LasseMaja – Teil 35)

Um vergessenen Autoren wieder eine Stimme zu geben, gründete Jens Wawrczeck 2008 sein Hörbuchlabel AUDOBA. Hier bringt er in der Reihe Verfilmt von Alfred Hitchcock die literarischen Vorlagen für die Thriller des Master of Suspense heraus, darunter Verdacht von Francis Iles, Marnie von Winston Graham, Das Fenster zum Hof von Cornell Woolrich sowie Die Vögel, Rebecca und Jamaica Inn von Daphne du Maurier. Immer Ärger mit Harry von Jack Trevor Story, Spellbound – Das Haus von Dr. Edwardes von Frances Beeding und Berüchtigt – Das Lied des Drachen von John Taintor Foote ließ er erstmalig ins Deutsche übertragen.
Weitere Veröffentlichungen bei AUDOBA sind Raritäten wie Roland Topors Der Mieter, Robert Graves Der Schrei, Arthur Bernèdes Belphégor, Guy de Maupassants Schauernovelle Der Horla und Carson McCullers Spiegelbild im goldnen Auge.

### Synchronisation
Jens Wawrczeck zeichnet seit 1989 als Synchronbuchautor und -regisseur für deutschsprachige Fassungen diverser Film- und Fernsehproduktionen verantwortlich, unter anderem für die mehrfach ausgezeichneten Filme Bullhead (Michael Roskam), Chanson der Liebe (Christophe Honoré), Wir waren Zeugen (André Techiné), Das Erbe (Per Fly), für den Mehrteiler Die Kennedys oder den Filmklassiker Die Marx Brothers – Animal Crackers.
Als Synchronsprecher leiht er dem Schauspieler Patton Oswalt seine Stimme, unter anderem für die deutsche Fassung der Sitcom King of Queens. In der Fernsehserie 24 sprach er Eric Balfour als Milo Pressman, in Whoopi Omid Djalili als Nasim, in Arrested Development David Cross als Dr. Tobias Fünke und in der britischen Sitcom The IT Crowd Hauptdarsteller Richard Ayoade. Für Otto – Die Serie war er die Stimme von Klaus Kinski. In der Animeserie Naruto Shippuden ist Wawrczeck als Stimme von Tobi zu hören.

### Lesungen
Seit 2017 präsentiert Jens Wawrczeck sein musikalisch-literarisches Programm Hitch und ich, in dem er die literarischen Vorlagen zu Alfred Hitchcocks Filmen auf der Bühne lebendig werden lässt. Er ist damit regelmäßig an den Hamburger Kammerspielen, der Bar jeder Vernunft in Berlin sowie deutschlandweit zu sehen.

## Hörspiele (Auswahl)
2002: Umberto Eco: Baudolino – Regie: Leonhard Koppelmann

## Filmografie
- 2011: SOKO Wismar: Umzug in den Tod – als Frank Werneke
- 2012: Notruf Hafenkante: Schwarzer Tod – als Herr Turing
- 2019: Tatort: Murot und das Murmeltier – als Herr Kempf
- 2024: Ein Fall für die Erdmännchen: Ganz schön gruselig! – als Alfred Hotchkick

## Tourneen
- Deutschland: Die drei ??? – Master of Chess – Live & Unplugged (2002, 2003)
- Deutschland: Die drei ??? und der Super-Papagei 2004 – Live (2004)
- Deutschland: Die drei ??? und der seltsame Wecker – Live and Ticking (2009, 2010)
- Deutschland: Die drei ??? – Phonophobia – Sinfonie der Angst (2014, 2015)
- Deutschland: Die drei ??? und der dunkle Taipan – Live (2019, 2020, 2022)

## Diskografie

### Studioalben
- 2020: Celluloid

### Singles
- 2010: Worte, nur Worte (feat. Andreas Fröhlich)
- 2015: Zähl an deinen Fingern ab erschienen bei Various Artists – Gute Nacht Sterne (CD), Sony Music Entertainment Germany GmbH[22]

## Nominierungen
- 2012: Hörkulino für Der Tag, an dem ich cool wurde von Juma Kliebenstein[23]

## Auszeichnungen
- 1995: Hersfeld-Preis für seine Rolle als Edgar in König Lear
- 2009: Hörkulino für die Gemeinschaftsproduktion Die kleine Hexe von Otfried Preußler
- 2010: Ohrkanus in der Kategorie „Beste Lesung – Kinder und Jugendliche“ für Das Graveyard-Buch von Neil Gaiman
- 2010: Guinness-Urkunde für das größte Live-Hörspiel
- 2010: Kinderhörbuch des Jahres der Hörbuchbestenliste für die Gemeinschaftsproduktion Kuckuck, Krake, Kakerlake nach Bibi Dumon Tak
- 2011: Deutscher Hörbuchpreis für die Gemeinschaftsproduktion Kuckuck, Krake, Kakerlake
- 2011: Preis der deutschen Schallplattenkritik für die Gemeinschaftsproduktion Kuckuck, Krake, Kakerlake
- 2014: Deutscher Kinderhörbuchpreis BEO als Interpret für seine Lesung von Lassie
- 2016: Grandios-Siegel Magazin BÜCHER für Hinter der blauen Tür
- 2016: CD des Monats Junior (Sankt Michaelsbund) für Hinter der blauen Tür
- 2021: Kinder- und Jugendhörbuch des Jahres: Dinge, die so nicht bleiben können von Michael Gerard Bauer, interpretiert von Jens Wawrczeck